# Afrana vandijki
Amietia vandijki là một loài ếch thuộc họ Ranidae. Đây là loài đặc hữu của Nam Phi.
Môi trường sống tự nhiên của chúng là rừng ôn đới, thảm cây bụi kiểu Địa Trung Hải, và sông ngòi.